# Оболянка
Оболянка — річка в Білорусі у Толочинському, Чашницькому й Сєнненському районі Вітебської області. Ліва притока річки Лучоси (басейнБалтійського моря).

## Опис
Довжина річки 89 км, похил річки 0,9 % , площа басейну водозбіру 809 км² , середньорічний стік 5 м³/с . Формується притоками та декількома безіменними струмками.

## Розташування
Бере початок на південній околииці села Данилково. Тече переважно на північний схід через селище Обольци і біля села Ляхи впадає у річку Лучосу, ліву притоку Західної Двіни.
У басейні річки озера Леваново, Стрешно, Кічино.